# 新卡伊雷
47°0′51″N 33°35′52″E / 47.01417°N 33.59778°E
新卡伊雷（烏克蘭語：Новокаїри）是位於烏克蘭南部的村莊，由赫爾松州貝里斯拉夫區的梅洛韋市鎮負責管轄。該村始建於1922年，面積47.1平方公里，海拔高度50米，2001年人口1,146，人口密度每平方公里24.3人。